# Maison Les Terrasses

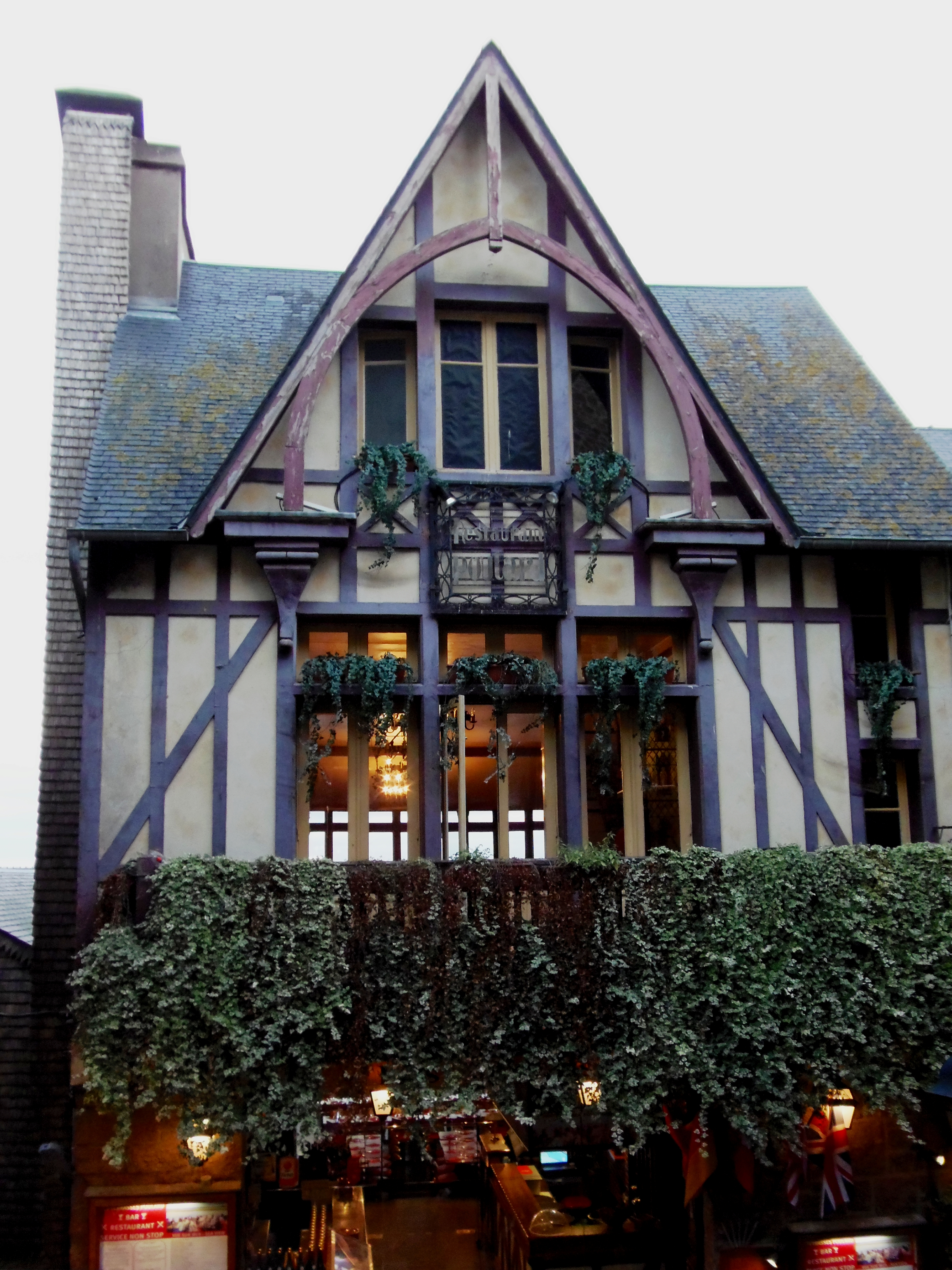
Maison Les Terrasses, 2015

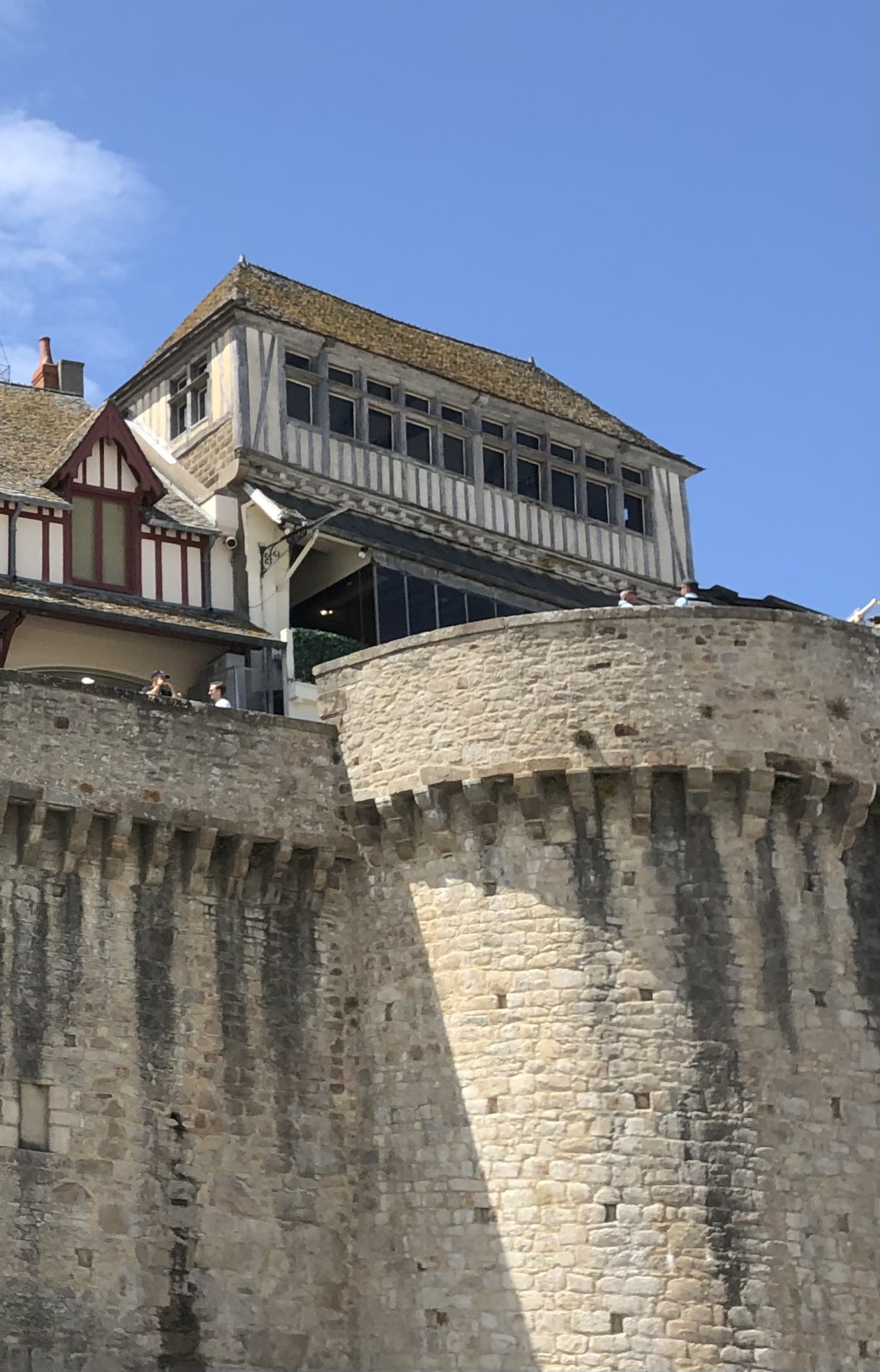
Blick von der Seeseite, 2022

Das Maison Les Terrasses ist ein denkmalgeschütztes Haus in der Gemeinde Le Mont-Saint-Michel in Frankreich.
Das Gebäude befindet sich im östlichen Teil der Insel Mont Saint-Michel, auf der Ostseite der Hauptstraße Grand Rue. Westlich zur See hin ist dem Haus der Turm Halbmond vorgelagert.
Das Gebäude ist in Fachwerkbauweise errichtet. Am 12. Oktober 1932 wurde das Haus als Monument Historique registriert, wobei sich der Schutz auf die Fassaden und Dächer bezieht. Es wird in der Liste der Monuments historiques in Le Mont-Saint-Michel unter der Nummer PA00110504 mit dem Status Inscrit geführt. Das Gebäude befindet sich in Privateigentum.